# Castello di Plessis-lez-Tours
Il castello di Plessis-lez-Tours /plɛˈsi le tuʁ/ (precedentemente nota come Montils-les-Tours /mõˈti le tuʁ/), si trova nel comune di La Riche nel dipartimento Indre e Loira. Fu la residenza preferita di re Luigi XI, che qui morì il 30 agosto 1483.

## Il castello
Il castello, oggi in gran parte distrutto, è stato anche lo scenario dell'incontro fra Enrico III di Francia e il futuro Enrico IV, dopo varie battaglie. Ciò rappresentò la loro riconciliazione, che consentì loro di affrontare insieme la Lega cattolica. Questo incontro fu reso possibile dopo l'assassinio del duca di Guisa su ordine di Enrico III, il primo capo della Lega, tenuto sotto il suo giogo.
Il 2 aprile 1507 vi morì San Francesco di Paola.
All'interno del castello si trovano varie gabbie di ferro sospese al soffitto e usate per tenere i prigionieri. Le gabbie sono così piccole che i prigionieri non erano in grado di starci in piedi.

## Utilizzo attuale
Oggi il castello ospita una compagnia teatrale oltre ad alcune sedi europee dal 1999.